# Krampella tardenti
Krampella tardenti är en nässeldjursart som beskrevs av Gili, Bouillon och Pagès 1998. Krampella tardenti ingår i släktet Krampella och familjen Tiarannidae. Inga underarter finns listade i Catalogue of Life.